# Флаг Гагаузии
Флаг Гагау́зии (гаг. Gagauz Yerin bayraa, молд. Drapelul Găgăuziei) является официальным символом территориально-автономного образования Гагаузии (Гагауз Ери) Республики Молдова. Государственный флаг автономии отражает его демократические начала, символизирует прошлое, настоящее и будущее гагаузского народа, подтверждает исторические традиции равноправия, дружбы и солидарности всех граждан, проживающих в Гагаузии.
Флаг утверждён местным законом от 19 августа 1994 года № 2-IV/I «О флаге Гагаузии (Гагауз Ери»).

## Описание
«Флаг Гагаузии (Гагауз Ери) представляет собой прямоугольное полотно, состоящее из трех цветных полос, расположенных горизонтально в следующей последовательности сверху вниз: синяя (лазурная) — 60 процентов ширины флага, белая и красная равные по ширине полосы по 20 процентов.
Золотистые звезды располагаются равносторонним треугольником на синем фоне. Расстояние от центра первой звезды до древка — 30 см, расстояние от центра этой же звезды до краёв синей полосы по ширине и расстояние от центров звезд по отношению друг к другу равно 30 см. Диаметр описанной окружности звезды равняется 15 см. Соотношение между шириной и длиной флага равняется 1:2».

## История
Первый флаг Гагаузии был принят с декларацией о провозглашении независимости от Молдавской ССР, с образованием Гагаузской ССР в составе СССР (Союзным правительством решение поддержано не было). 7 октября 1992 года Гагаузия снова заявила о выходе из состава Молдавии и позже приняла новый флаг, подобный нынешнему, но без звёзд, на который в 1993 году были добавлены три звезды расположенные у древка по вертикали. Современный вид флаг принял в 1995 году.
Закон о флаге Гагаузии, разрешает использование упрощённой версии флага, без звёзд и полосы белого цвета, для неправительственного (например, личного и коммерческого) использования. Для правительственного использования действителен только государственный флаг.